# Carl August Söderman (skulptör)
Carl August Söderman, född 26 augusti 1835 i Örebro, död 22 april 1907 i Jakob och Johannes församling i Stockholm, var en svensk skulptör och överlärare vid Tekniska skolan.

## Biografi
Han var son till gördelsmakaren Johan Söderman och Hedvig Amalia Boström. Söderman studerade vid Konstakademien 1856–1864 och vistades som stipendiat från 1867 i Paris och Italien. Under sin akademitid arbetade han huvudsakligen med smärre djur- och figurkompositioner i gips lera eller terrakotta varav ett stort antal köptes av Stockholms konstförening som priser vid olika utlottningar. Han deltog i akademiens skulpturpristävlingar och flera av hans bidrag kom att köpas in av Konstföreningen bland annat utförde han porträtt i gips av professor A Erdmann och Oskar II samt ett marmorporträtt av drottning Sofia. Han utförde även porträttstudier av Karl XIV Johan, Karl XV samt utkast till Karl X Gustav och Karl XII samt ett monument över Erik Gustaf Geijer. Bland hans offentliga arbeten märks fyra allegoriska statyer för mittpartiet på  Stockholms centralstation 1872 där byggnadens mittenparti ursprungligen smyckades av fyra kvinnogestalter som symboliserade Jordbruket, Handeln, Industrin och Strategin. Dessa avlägsnades dock vid renoveringen och utbyggnaden av stationshuset på 1950-talet samt en utsmyckning för Svenska teatern i Stockholm. Hans folkdräktsfigurer som han utförde inför Stockholmsutställningen 1866 blev mycket uppmärksammade och visades senare vid Världsutställningen 1867 i Paris 1867 och Philadelphia 1876. Han utnämndes till agré vid Konstakademien 1871 och som överlärare i figurmodellering vid Tekniska skolan 1875 där han kvarstod till 1906. Söderman är representerad med en statyett i gips av John Ericsson vid Konstfackskolan. Han är gravsatt på Norra begravningsplatsen utanför Stockholm.

## Verk

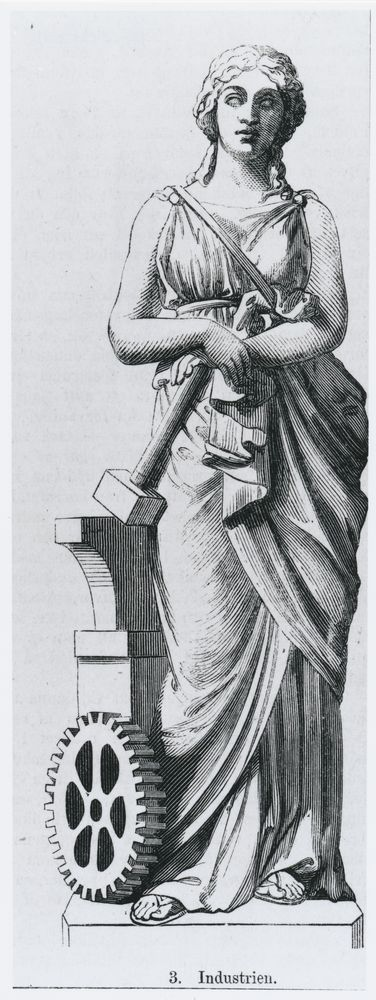
Staty föreställande Industrien som fanns uppställd på fasaden till Stockholms Centralstation 1872–1951.
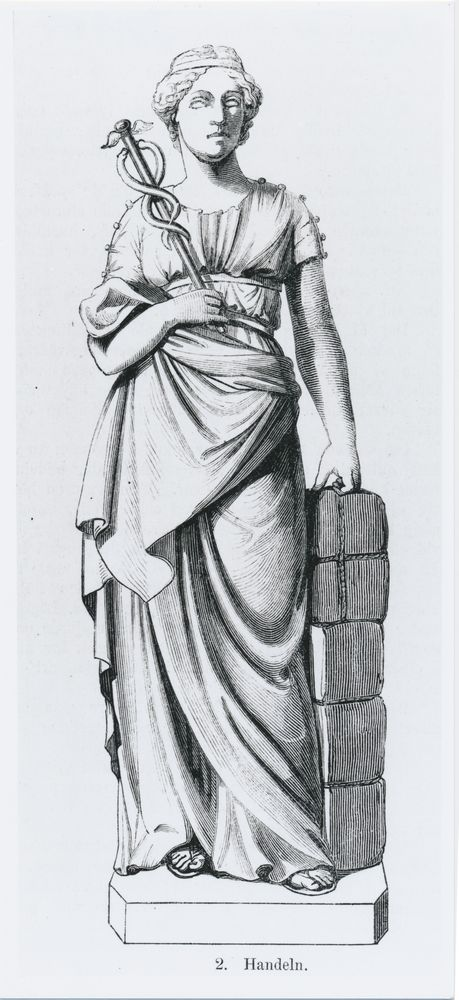
Staty föreställande Handeln som fanns uppställd på fasaden till Stockholms Centralstation 1872–1951.
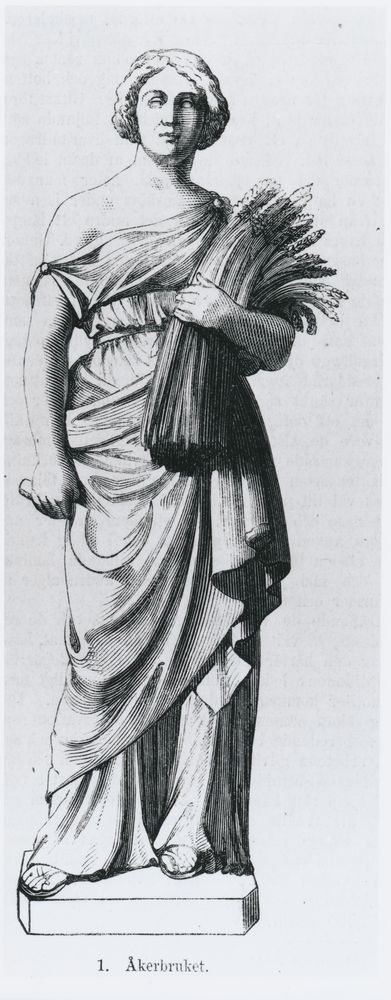
Staty föreställande Jordbruket som fanns uppställd på fasaden till Stockholms Centralstation 1872–1951.
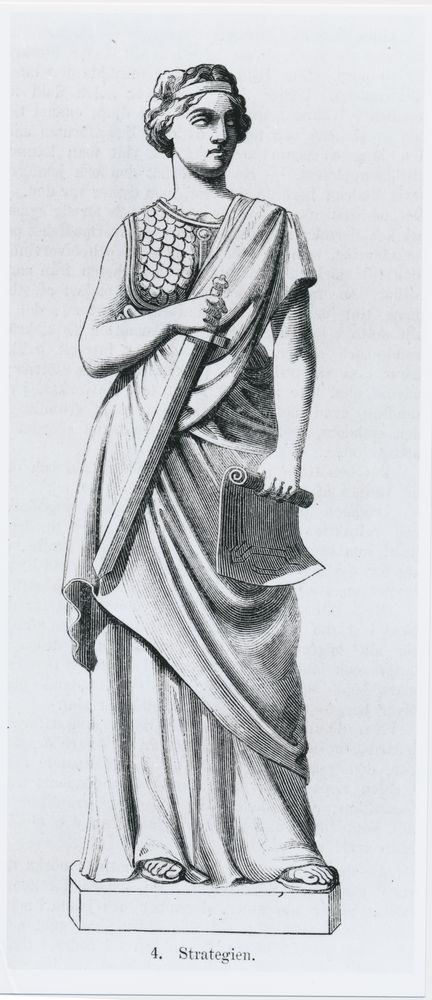
Staty föreställande Strategien som fanns uppställd på fasaden till Stockholms Centralstation 1872–1951.